# Comuna Drăgoiești, Suceava
Drăgoiești este o comună în județul Suceava, Bucovina, România, formată din satele Drăgoiești, Lucăcești și Măzănăești (reședința).

## Delimitarea teritorială a comunei
Teritoriul comunei Drăgoiești este situat în partea centrală a județului Suceava , într-o zonă de podiș și dealuri subcarpatice (podișul Sucevei). În nord, comuna se învecinează cu teritoriul comunei Ciprian Porumbescu; în nord-est, comuna se învecinează cu teritoriul comunei Moara; în sud-est, comuna Drăgoiești se învecinează cu comunele Horodniceni și Cornu Luncii. În partea de vest comuna se învecinează cu teritoriul comunei Berchișești.

## Istoric
Satul Drăgoiești este încărcat de istorie. Zona geografică a oferit condiții de locuire din cele mai vechi timpuri. Așezări din epoca bronzului, din a doua epocă a fierului (Latene), din perioada prefeudală și feudală au fost identificate pe teritoriul satului. În Drăgoiești, pe coasta dealului "Fora", în locul numit "Mocirlă", s-a aflat biserica de piatră și curțile marelului pârcălab Drăgoi, cel care, potrivit tradiției, a întemeiat satul, cel care a dat numele satului. În realitate, potrivit documentelor istorice, acest mare boier Drăgoi din timpul lui Ștefan cel Mare este un strănepot al celui care a întemeiat satul, marele pan Drăgoi.
Piatra de mormânt a pârcălabului Drăgoi, descoperită în biserica amintită, se află la Muzeul Bucovinei din Suceava și are următoarea inscripție în limba slavonă:
"În anul 7000 și 20 (1512( a murit robul lui Dumnezeu, pan Ioan Drăgoiu, pârcălab, luna octombrie 16" 
La Drăgoiești-Fora, în punctul "La Mitoc", au fost descoperite, în perioada anilor 1850-1880, urmele unei "incinte cu turnuri", care au aparținut unei foste mănăstiri, piatra de aici fiind folosită la ridicarea bisericii din Vornicenii Mari. În apropiere de acest loc, pe "Dealul Fora", un locuitor a găsit în a doua jumătate a sec. al XIX-lea, două lănțisoare cu perle, în locul unde s-au aflat fundațiile biserici vechi a satului. Arhitectul austriac Karl Adolf Romstorfer a folosit aceste informații redactând un studiu istoric 
În anul 1977, au fost efectuate săpături arheologice cu caracter de salvare în locul "La Mocirlă", fiind dezvelite șanțurile de fundație, umplute cu moloz și cu fragmente de frescă, ale unei biserici decorată la interior cu o pictură de bună calitate. Biserica a avut planul dreptunghiular, fiind alcătuită din altar, naos și pronaos, asemănătoare cu bisericile din Arbore (1503) și Reuseni (1504. Locașul de cult a fost ridicat de către marele pârcălab Drăgoi (strănepot a marelui pan Drăgoi), la sfârșitul secolului al XV-lea, sau la începutul secolului al XVI-lea, în 1512, fiind înmormântat în biserica ctitorită de el. Au rămas necercetate arheologic necropola din jurul bisericii dispărute și locul unde s-au aflat curțile boierești. O reluare a săpăturilor arheologice va aduce date suplimentare referitoare la istoria satului Drăgoiești, a istoriei noastre în general. Piesele arheologice ar putea constitui colecțiile unui muzeu al satului Drăgoiești.
Prima mențiune a satului Drăgoiești datează din 3 decembrie 1462, așa cum rezultă dintr-un document de la Ștefan cel Mare:
"Iată această adevărată credincioasă slugă a noastră, pan Lațco, nepotul panului Petru Ponici, a venit înaintea noastră și înaintea boerilor noștri mari și mici și s-a jeluit și a mărturisit cu megieșii săi că privilegiul pe care l-a avut marele pan Drăgoi și socrul lui pan Romașco, de la bunicul nostru, Alexandru voevod cel Bătrân, pe ocinele lor , satele Drăgoești....și pe Lucăcești și pe Botești, și pe Căcăceni, acel privilegiu a fost în mâinile panului Corui și el le-a stricat și le-a pierdut.
Deci noi am socotit cu panii noștri și am miluit pe pan Lațco cu osebita noastră milă și i-am dat și i-am întărit în țara noastră, în Moldova, ocina dreaptă a femeii lui, fiica lui pan Romașco , satele mai sus scrise Drăgoiești.... și Lucacești și Botești și Căcăceni, să-i fie de la noi uric cu tot venitul lui și copiilor lor și nepoților lor și strănepoților lor și întregului lor neam, cine va fi cel mai de aproape, să le fie neclintit niciodată, în veci.
Iar hotarul acestor sate să fie cu toate părțile pe vechiul hotar, pe unde au fost din veac"..
Documentul consemnează că satele menționate erau ale soției lui Lațcu, fiică a boierului Romașco,fiu al marelui pan Drăgoi (întemeiatorul satului), acordate acestuia din urmă de domnul Alexandru cel Bun. Pan Drăgoi este un personaj important în timpul lui Ștefan cel Mare, face parte din sfatul domnesc, satele sale Drăgoiești, Lucăcești, Botești și Căcăceni (azi dispărut)constituiau domeniul său. Drăgoiești era locul unde își avea curtea boierească și biserica de piatră, satul se afla în locul pe unde trecea un vechi drum comercial, care lega Suceava, capitala Moldovei, cu Baia și cu Bistrița din Ardeal.
În anul 1498, septembrie 24, aceste sate sunt date de Ștefan cel Mare unei alte fiice a lui Romașco, numită Vasutca, nepoata lui Drăgoi, căsătorită cu "Stanciu aurar"  Vasutca a avut un fiu Drăgoi, moștenitor la rândul lui a celor patru sate consemnate, acesta fiind înmormântat la 1512 în biserica de la Fora-"Mocirlă", așa cum este scris anul pe piatra lui de mormânt. Copiii marelui boier Drăgoi, monahul Teodosie, fost ceașnic, și sora sa Odochia, moștenesc domeniul feudal amintit și-l dăruiesc Mănăstirii Voroneț, astfel că la 16 iulie 1575, domnul Petru Șchiopul întărește mănăstirii satele Drăgoiești, Lucăcești și Botești. Căcăcenii nu mai apar în documente, fiind dispărut.
Recensământul populației Moldovei, din anii 1772-1773 și 1774, efectuat de armata rusă, menționează următoarele date referitoare la Drăgoiești:
"53 toată suma caselor, 53 scădere rufeturile, însă: 47 panțiri isprăvnicești, 3 popi, 2 femei sărace, 1 casă pustie".
Em. Grigorovitza consemna în cartea sa, la 1908:
"Drăgoești, com. rurală, districtul Gurahumora, așezată pe partea dreaptă a pârâului cu același nume.
Suprafața 1848 km2, populația 1734 locuitori români, relig. gr. or.; sunt și câțiva germani de religie evanghelică. Cuprinde pe lângă vatra satului și ferma Seci.
Este așezată lângă drumul distr. Suceava-Gurahumora. Are o școală populară cu trei clase și o biserică parohială cu hramul Nașterea Maicii Domnului, de care ține biserica filială din Vorniceni (sau Tolova Mică).
A fost dăruită de fiii lui Dragoș-Vodă (incorect, fiind vorba de Drăgoi, fiul Vasutcăi, strănepot marelui pan Drăgoi, n.n., de monahul Teodosie și de sora sa Eudochia mănăstirii Voroneț.
...Comuna posedă 959 hect. pământ arabil, 155 hect. fânațuri, 45 hect. grădini, 450 hect. islaz, 3 ari vii, 209 hect. pădure, 11 ari heleștee. Se găsesc 135 cai, 886 vite cornute, 731 oi, 709 porci, 116 stupi.
Conform recensământului efectuat în 1930, populația comunei Drăgoiești se ridica la 2429 locuitori. Majoritatea locuitorilor erau români (96,7%), cu o minoritate de germani (2,0%) și una de evrei (1,02%). Alte persoane s-au declarat: maghiari (6 persoane), cehi\slovaci (1 persoană). Din punct de vedere confesional, majoritatea locuitorilor erau ortodocși (96,55%), dar existau și romano-catolici (1,11%), mozaici (1,02%) și evanghelici\luterani (1,2%) . Alte persoane au declarat: greco-catolici (1 persoană).

## Obiective turistice
- Biserica de lemn din Drăgoiești - construită în perioada 1816-1819 în centrul satului.

## Demografie
Componența etnică a comunei Drăgoiești
     Români (85,31%)
     Romi (7,19%)
     Alte etnii (0%)
     Necunoscută (7,5%)
Componența confesională a comunei Drăgoiești
     Ortodocși (88,57%)
     Penticostali (1,96%)
     Alte religii (1,83%)
     Necunoscută (7,63%)
Conform recensământului efectuat în 2021, populația comunei Drăgoiești se ridică la 2.240 de locuitori, în scădere față de recensământul anterior din 2011, când fuseseră înregistrați 2.349 de locuitori. Majoritatea locuitorilor sunt români (85,31%), cu o minoritate de romi (7,19%), iar pentru 7,5% nu se cunoaște apartenența etnică. Din punct de vedere confesional, majoritatea locuitorilor sunt ortodocși (88,57%), cu o minoritate de penticostali (1,96%), iar pentru 7,63% nu se cunoaște apartenența confesională.

## Politică și administrație
Comuna Drăgoiești este administrată de un primar și un consiliu local compus din 11 consilieri. Primarul, Constantin Popescu[*], de la Partidul Social Democrat, este în funcție din noiembrie 2017. Începând cu alegerile locale din 2024, consiliul local are următoarea componență pe partide politice:
|  | Partid                          | Consilieri | Componența Consiliului | Componența Consiliului | Componența Consiliului | Componența Consiliului | Componența Consiliului |
|  | ------------------------------- | ---------- | ---------------------- | ---------------------- | ---------------------- | ---------------------- | ---------------------- |
|  | Partidul Social Democrat        | 5          |                        |                        |                        |                        |                        |
|  | Partidul Național Liberal       | 3          |                        |                        |                        |                        |                        |
|  | Alianța Dreapta Unită           | 2          |                        |                        |                        |                        |                        |
|  | Alianța pentru Unirea Românilor | 1          |                        |                        |                        |                        |                        |

## Personalități născute aici
- Francisc Augustin (1906 - 1983), preot;
- Iftimie Bârleanu (1916 - 1986), sculptor;
- Dumitru Brădățan, jurnalist.